# Rafael E. Núñez
Rafael E. Núñez é um matemático, linguista e cientista da cognição estadunidense. Professor da Universidade da Califórnia em San Diego, é um dos principais teóricos da cognição corporificada, sobretudo na interlocução com a cognição numérica. Ele também é diretor do Embodied Cognition Laboratory.